# مسجد سیدی بشیر
مسجد سیدی بشیر باقی‌ماندهٔ مسجدی در شهرستان احمدآباد، گجرات، هند است. از مسجد فقط دروازهٔ اصلی و دو مناره باقی مانده‌اند. آن دو مناره به نام جهولتا منار یا مناره‌های جنبان شناخته می‌شوند.

## تاریخ

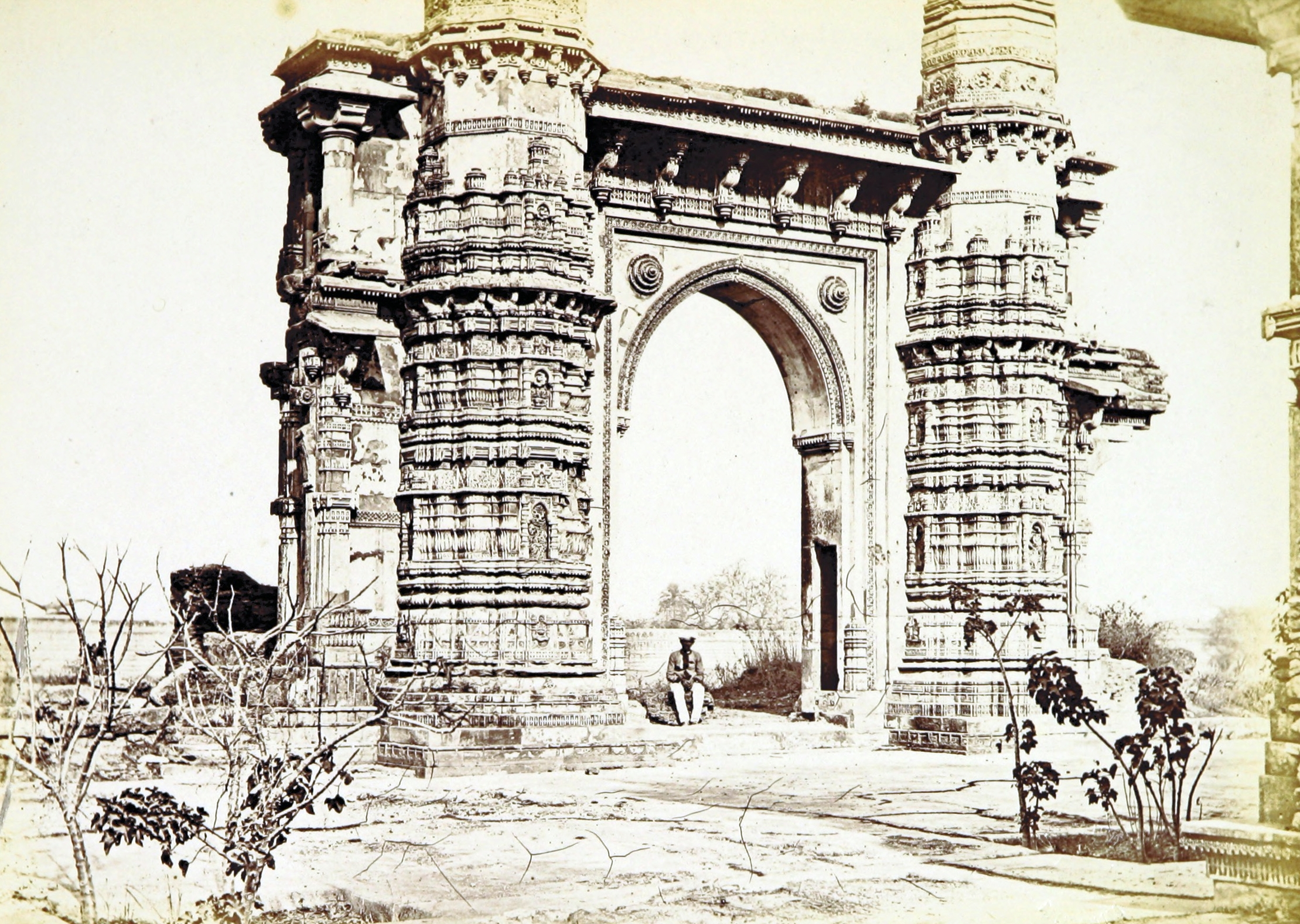
ویرانه‌های مسجد سیدی بشیر در سال ۱۸۶۶

اعتقاد بر این است که این مسجد را یا سیدی بشیر، برده سلطان احمدشاه یا ملک سارنگ، نجیب‌زاده‌ای در دربار محمود بیگادا، سلطان دیگر گجرات ساخته است. قدمت این مسجد به سال ۱۴۵۲ میلادی تاریخ‌گذاری شده است، اگر چه سبک و مصالح به کار رفته در مناره‌ها به دوران سلطان محمود بیگادا یا بعد از او شبیه‌تر است. پیکر اصلی این بنا در سال ۱۷۵۳ در جریان جنگ بین ماراتها و خان سلطان‌نشین گجرات تخریب شد. فقط دو مناره و قوس دروازه اصلی که آنها را به هم وصل می‌کند، باقی مانده‌اند.

## مناره‌ها

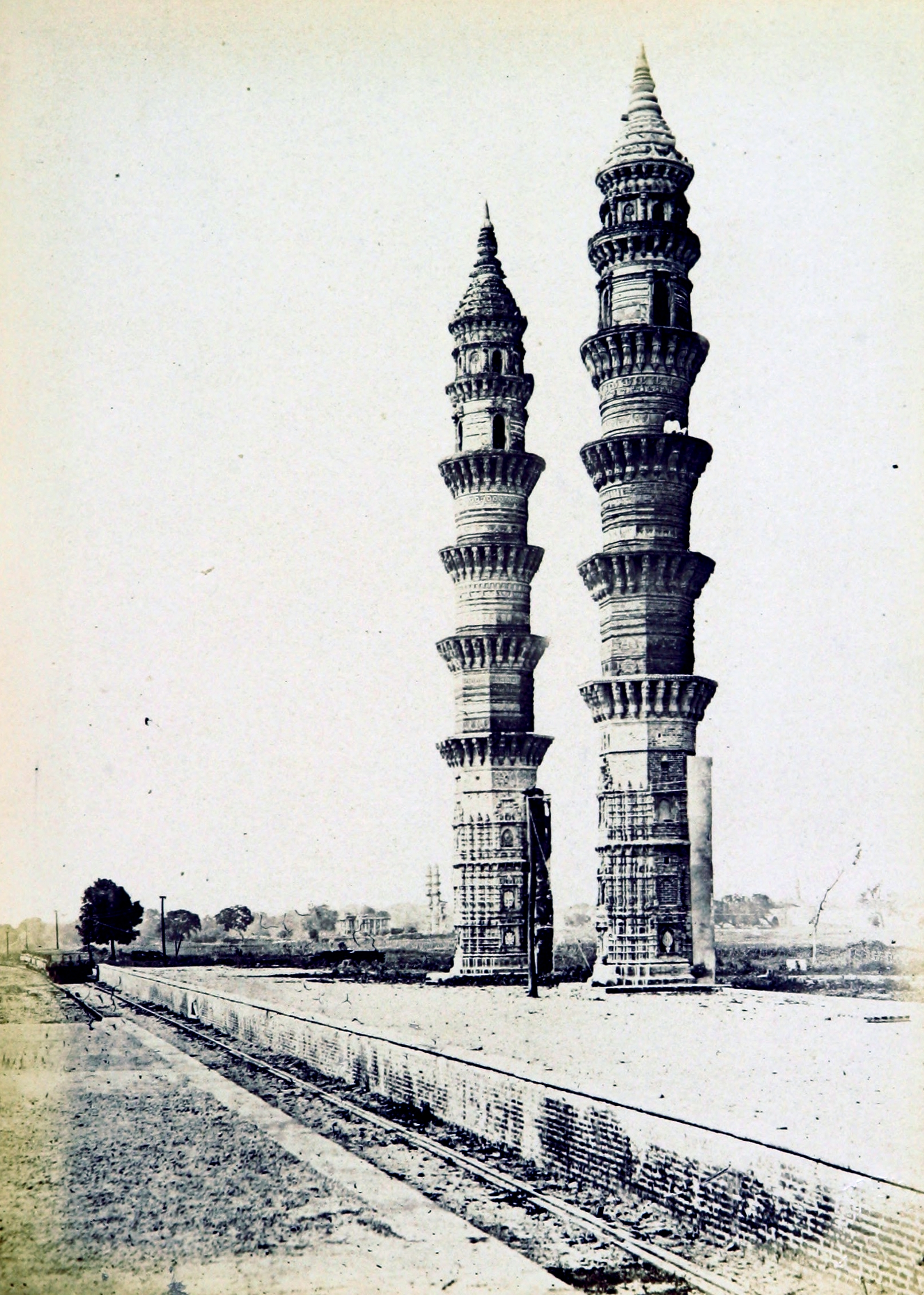
مناره‌های مسجد سیدی بشیر در سال ۱۸۶۶

این دو مناره بلندترین مناره‌ها در احمدآباد هستند و هم‌اکنون در شمال ایستگاه راه‌آهن احمدآباد قرار دارند. اگرچه بسیار آسیب دیده‌اند، به خصوص در نزدیکی پایه‌ها اما هنوز هم از پله‌های داخل مناره‌ها می‌توان بالا رفت. مناره‌ها سه طبقه‌اند و بالکن‌هایی بر روی آنها تراشیده شده است. تکان دادن آرام هر یک از مناره‌ها باعث می‌شود که منارهٔ دیگر بعد از چند ثانیه ارتعاش کند، اگرچه عنصر اتصال دهندهٔ بین آنها نمی‌لرزد. مکانیسم این پدیده مشخص نیست، اگرچه تصور می‌شود که ساخت و ساز لایه‌لایه یکی از عامل‌ها است. این پدیده اولین بار در قرن نوزدهم توسط مونیر ام. ویلیامز، دانشمند انگلیسی زبان سانسکریت مشاهده شد. این مناره‌ها قادرند لرزش‌های حاصل از قطارهای پر سرعتی که از کنار آن‌ها می‌گذرند را تحمل کنند.

## دیگر مناره‌های جنبان
مسجد دیگری در احمدآباد به نام مسجد راج بی‌بی نیز مناره‌های جنبان دارد که شبیه مسجد سیدی بشیر است. در زمان راج بریتانیا، یکی از مناره‌های آن برای مطالعه برچیده شد، اما بازسازی دوباره آن ممکن نشد. 
در اصفهان، ایران نیز بنایی به نام منارجنبان وجود دارد که تقریباً دارای همین خصوصیات است.
نمونهٔ دیگر مسجد بزرگی است که در سال ۱۴۵۴ میلادی به دستور مخدومهٔ جهان، مادر سلطان قطب‌الدین احمد شاه دوم ساخته شده است. وی در آرامگاه واقع در شرق مسجد به خاک سپرده شده است.

## وضع موجود
ورود به مناره‌ها در پی حادثه‌ای در سال ۱۹۸۱ در قطب منار در دهلی، ممنوع شد. در آن حادثه ازدحام جمعیت باعث مرگ چندین کودک شد. به قسمتهای فوقانی بنا هم آسیب وارد شده است.